# マーシュ礼拝堂の実験

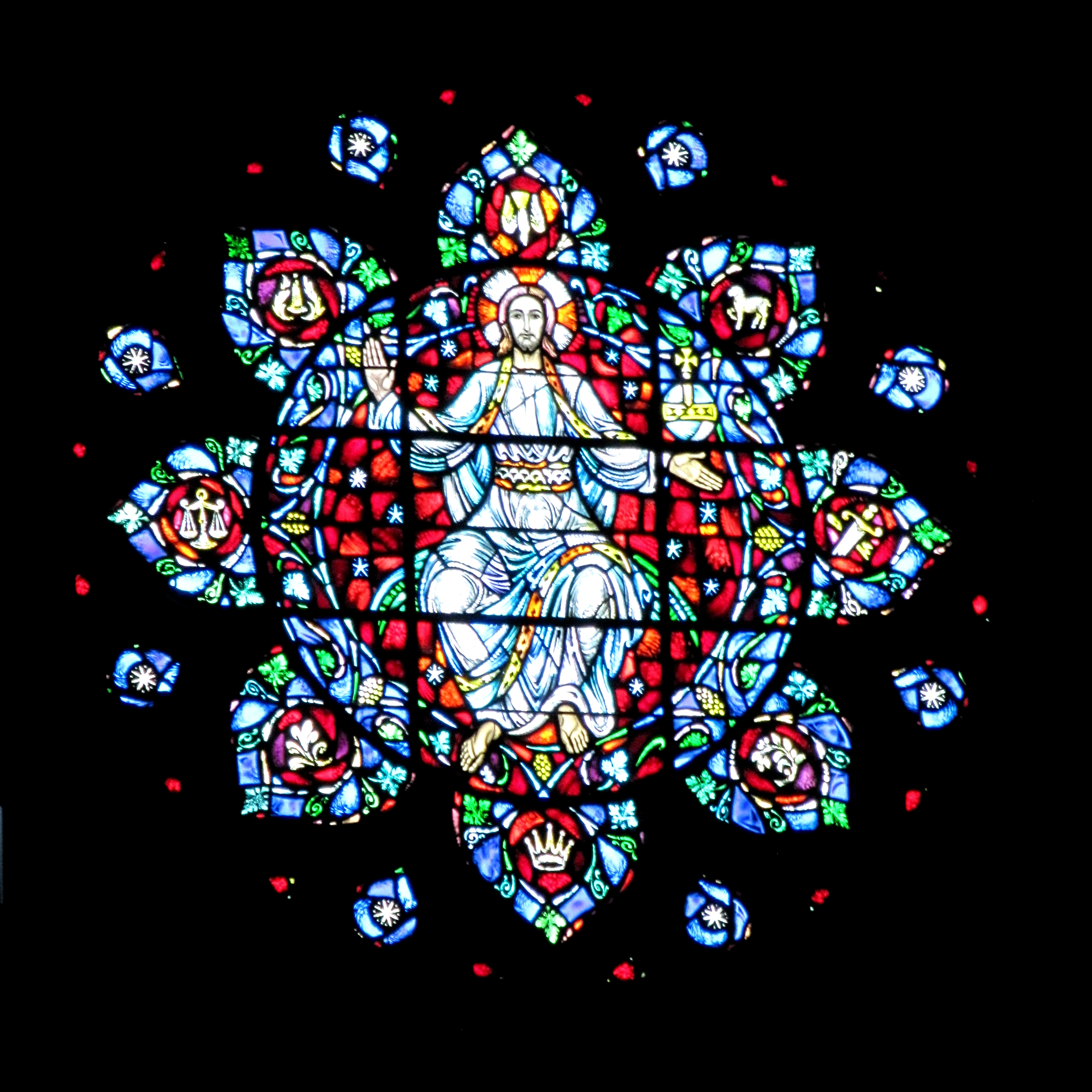
バラ窓、ボストン大学のマーシュ礼拝堂の祭壇の上にある。

マーシュ礼拝堂の実験 (Marsh Chapel Experiment) は、ボストン大学のマーシュ礼拝堂にて1962年の聖金曜日、すなわち4月20日に行われた実験である。聖金曜日の実験 (Good Friday Experiment) とも呼ばれる。
ハーバード神学校の神学の大学院生であったウォルター・パンケは、ハーバード・シロシビン計画とティモシー・リアリーの監督のもとで実験を計画した。パンケによる実験はシロシビン（マジックマッシュルームの成分）が、信頼できるエンセオジェン（神聖さを強調する幻覚剤の呼び方）として作用するかを、信心深い被験者で調査した。

## 実験
聖金曜日に向けて、ボストン地区の神学院生のボランティアは、無作為に2つのグループに分けられた。二重盲検法にて、半分にはシロシビンが、対照群は高用量のナイアシンが与えられた。ナイアシンには生理学的な作用があり、活性プラセボとして用いられた。ナイアシンを受け取った一部は、当初は向精神薬だと考えた。:5 しかし、ナイアシンによる顔面紅潮の感覚は約1時間後におさまった。一方で、シロシビンの効果は最初の数時間で増大した。
実験グループの参加者の大半は、幻覚剤が宗教体験を促すという見解を実験的に裏付ける、深遠な宗教体験を報告した。比較宗教学の教科書の著者であるヒューストン・スミスも参加しており、後に彼の体験について、体験したことのない、最も強力な宇宙的な回帰であったことを述べた

## ドブリンによる継続調査
実験から25年後、シロシビンを受け取った参加者はその体験について、真の神秘的な性質があり、スピリチュアルな生活の要点だと位置づけた:13。幻覚剤の研究者であるリック・ドブリンによれば、パンケの研究には二重盲検の手順に誤りがあり、神秘体験についての質問票にも不明確な質問があった。それでもドブリンは、パンケの研究は、薬物による神秘体験が薬物によらない神秘体験に劣るという主張に疑問を投じていると述べた。:24 同様の感想を、臨床心理学者のウィリアム・A・リチャーズが2007年に述べており、彼によれば、（マジック）マッシュルームが似たような啓示体験を引き起こすための技術のひとつになるが、同様でなくとも、脳内化学に自発的な変化が生じて起こるということである。

## グリフィスの研究
2002年（出版は2006年）、ジョンズ・ホプキンズ大学のローランド・R・グリフィスによって、より厳しく制御したこの実験が実施され、同様の結果を得た。14か月後に追跡され、参加者の過半数は人生において5つに入る重要なスピリチュアルな体験だと評価し、幸福と生活満足度を高める体験だとみなした。